# Gran Premi dels Estats Units del 2007
El Gran Premi dels Estats Units de Fórmula 1 de la temporada 2007 s'ha disputat al circuit de Indianàpolis el 17 de juny del 2007.

## Classificació per la graella de sortida
| Pos | Pilot                | Equip / Motor        | Part 1   | Part 2   | Part 3   |
| --- | -------------------- | -------------------- | -------- | -------- | -------- |
| 1   | Lewis Hamilton       | McLaren - Mercedes   | 1:12.563 | 1:12.065 | 1:12.331 |
| 2   | Fernando Alonso      | McLaren - Mercedes   | 1:12.416 | 1:11.926 | 1:12.500 |
| 3   | Felipe Massa         | Ferrari              | 1:12.731 | 1:12.180 | 1:12.703 |
| 4   | Kimi Räikkönen       | Ferrari              | 1:12.732 | 1:12.111 | 1:12.839 |
| 5   | Nick Heidfeld        | Sabuer - BMW         | 1:12.543 | 1:12.188 | 1:12.847 |
| 6   | Heikki Kovalainen    | Renault              | 1:12.998 | 1:12.599 | 1:13.308 |
| 7   | Sebastian Vettel     | Sauber - BMW         | 1:12.711 | 1:12.644 | 1:13.513 |
| 8   | Jarno Trulli         | Toyota               | 1:13.186 | 1:12.828 | 1:13.789 |
| 9   | Mark Webber          | Red Bull - Renault   | 1:13.425 | 1:12.788 | 1:13.871 |
| 10  | Giancarlo Fisichella | Renault              | 1:13.168 | 1:12.603 | 1:13.953 |
| 11  | David Coulthard      | Red Bull - Renault   | 1:13.424 | 1:12.873 |          |
| 12  | Ralf Schumacher      | Toyota               | 1:12.851 | 1:12.920 |          |
| 13  | Jenson Button        | Honda                | 1:13.306 | 1:12.998 |          |
| 14  | Nico Rosberg         | Williams - Toyota    | 1:13.128 | 1:13.060 |          |
| 15  | Rubens Barrichello   | Honda                | 1:13.203 | 1:13.201 |          |
| 16  | Anthony Davidson     | Super Aguri - Honda  | 1:13.164 | 1:13.259 |          |
| 17  | Alexander Wurz       | Williams - Toyota    | 1:13.441 |          |          |
| 18  | Takuma Sato          | Super Aguri - Honda  | 1:13.477 |          |          |
| 19  | Vitantonio Liuzzi    | Toro Rosso - Ferrari | 1:13.484 |          |          |
| 20  | Scott Speed          | Toro Rosso - Ferrari | 1:13.712 |          |          |
| 21  | Adrian Sutil         | Spyker - Ferrari     | 1:14.122 |          |          |
| 22  | Christijan Albers    | Spyker - Ferrari     | 1:14.597 |          |          |

## Resultats de la cursa
| Pos | No | Pilot                | Equip                | Voltes | Temps/ Retirada | Pos. de sortida | Punts |
| --- | -- | -------------------- | -------------------- | ------ | --------------- | --------------- | ----- |
| 1   | 2  | Lewis Hamilton       | McLaren - Mercedes   | 73     | 1:31:09.965     | 1               | 10    |
| 2   | 1  | Fernando Alonso      | McLaren - Mercedes   | 73     | + 1.5 s         | 2               | 8     |
| 3   | 5  | Felipe Massa         | Ferrari              | 73     | + 12.8 s        | 3               | 6     |
| 4   | 6  | Kimi Räikkönen       | Ferrari              | 73     | + 15.4 s        | 4               | 5     |
| 5   | 4  | Heikki Kovalainen    | Renault              | 73     | + 41.4 s        | 6               | 4     |
| 6   | 12 | Jarno Trulli         | Toyota               | 73     | + 66.7 s        | 8               | 3     |
| 7   | 15 | Mark Webber          | Red Bull - Renault   | 73     | + 67.3 s        | 9               | 2     |
| 8   | 10 | Sebastian Vettel     | Sauber - BMW         | 73     | + 67.7 s        | 7               | 1     |
| 9   | 3  | Giancarlo Fisichella | Renault              | 72     | + 1 Volta       | 10              |       |
| 10  | 17 | Alexander Wurz       | Williams - Toyota    | 72     | + 1 Volta       | 17              |       |
| 11  | 23 | Anthony Davidson     | Super Aguri - Honda  | 72     | + 1 Volta       | 16              |       |
| 12  | 7  | Jenson Button        | Honda                | 72     | + 1 Volta       | 13              |       |
| 13  | 19 | Scott Speed          | Toro Rosso - Ferrari | 71     | + 2 Voltes      | 20              |       |
| 14  | 20 | Adrian Sutil         | Spyker - Ferrari     | 71     | + 2 Voltes      | 21              |       |
| 15  | 21 | Christijan Albers    | Spyker - Ferrari     | 70     | + 3 Voltes      | 22              |       |
| 16  | 16 | Nico Rosberg         | Williams - Toyota    | 68     | Motor           | 14              |       |
| 17  | 18 | Vitantonio Liuzzi    | Toro Rosso - Ferrari | 68     | Retirada        | 19              |       |
| Ret | 9  | Nick Heidfeld        | Sauber - BMW         | 56     | Transmissió     | 5               |       |
| Ret | 22 | Takuma Sato          | Super Aguri - Honda  | 13     | Virolla         | 18              |       |
| Ret | 14 | David Coulthard      | Red Bull - Renault   | 0      | Accident        | 11              |       |
| Ret | 8  | Rubens Barrichello   | Honda                | 0      | Suspensions     | 15              |       |
| Ret | 11 | Ralf Schumacher      | Toyota               | 0      | Accident        | 12              |       |

## Altres
- Volta ràpida: Kimi Räikkönen 1: 13. 117 (Volta 49)
- Pole: Lewis Hamilton 1: 12. 331

| Anterior G.P.: Gran Premi del Canadà del 2007        | FIA 2007 Fórmula 1 Campionat mundial | Següent G.P.: Gran Premi de França del 2007         |
| Anterior G.P.: Gran Premi dels Estats Units del 2006 | Gran Premi dels Estats Units         | Següent G.P.: Gran Premi dels Estats Units del 2012 |